# Antillengrackel
Die Antillengrackel (Quiscalus niger) ist ein Vogel und gehört zu der Familie der Stärlinge (Icteridae). 
Sie bewohnt die Vegetation an den Küsten und in der Nähe von Sümpfen auf den Großen Antillen, wie Puerto Rico, Kuba, Dominikanische Republik, und den Kaimaninseln.
Das Federkleid der Antillengrackel ist einheitlich schwarz mit hellgelben Augen. Wie alle Grackeln besitzt sie lange Beine mit kräftigen Krallen, einen langen schwarzen kräftigen Schnabel und einen langen fächerartigen kielförmigen Schwanz. Die Weibchen sind kleiner als die Männchen. Sie ernähren sich von Beeren, Insekten und weiteren Wirbellosen.

## Unterarten
Die von Integrated Taxonomic Information  System anerkannten Unterarten sind:
- Quiscalus niger niger (Boddaert, 1783)
- Quiscalus niger caribaeus  (Todd, 1916)
- Quiscalus niger gundlachii Cassin, 1867
- Quiscalus niger caymanensis Cory, 1886
- Quiscalus niger bangsi (J. L. Peters, 1921)
- Quiscalus niger crassirostris Swainson, 1838
- Quiscalus niger brachypterus Cassin, 1867